# Lenasia
Lenasia è una township, abitata prevalentemente da indiani, a sud di Soweto, nella provincia del Gauteng. 
La township è parte integrante della area metropolitana della città di Johannesburg.